# Rosenroter Saftling
Der Rosenrote Saftling (Porpolomopsis calyptriformis, Syn. Hygrocybe calyptriformis) ist eine Pilzart aus der Familie der Schnecklingsverwandten. Er wurde aufgrund der Phylogenie und Pigmentierung von den Saftlingen in eine eigenständige Gattung separiert.

## Merkmale

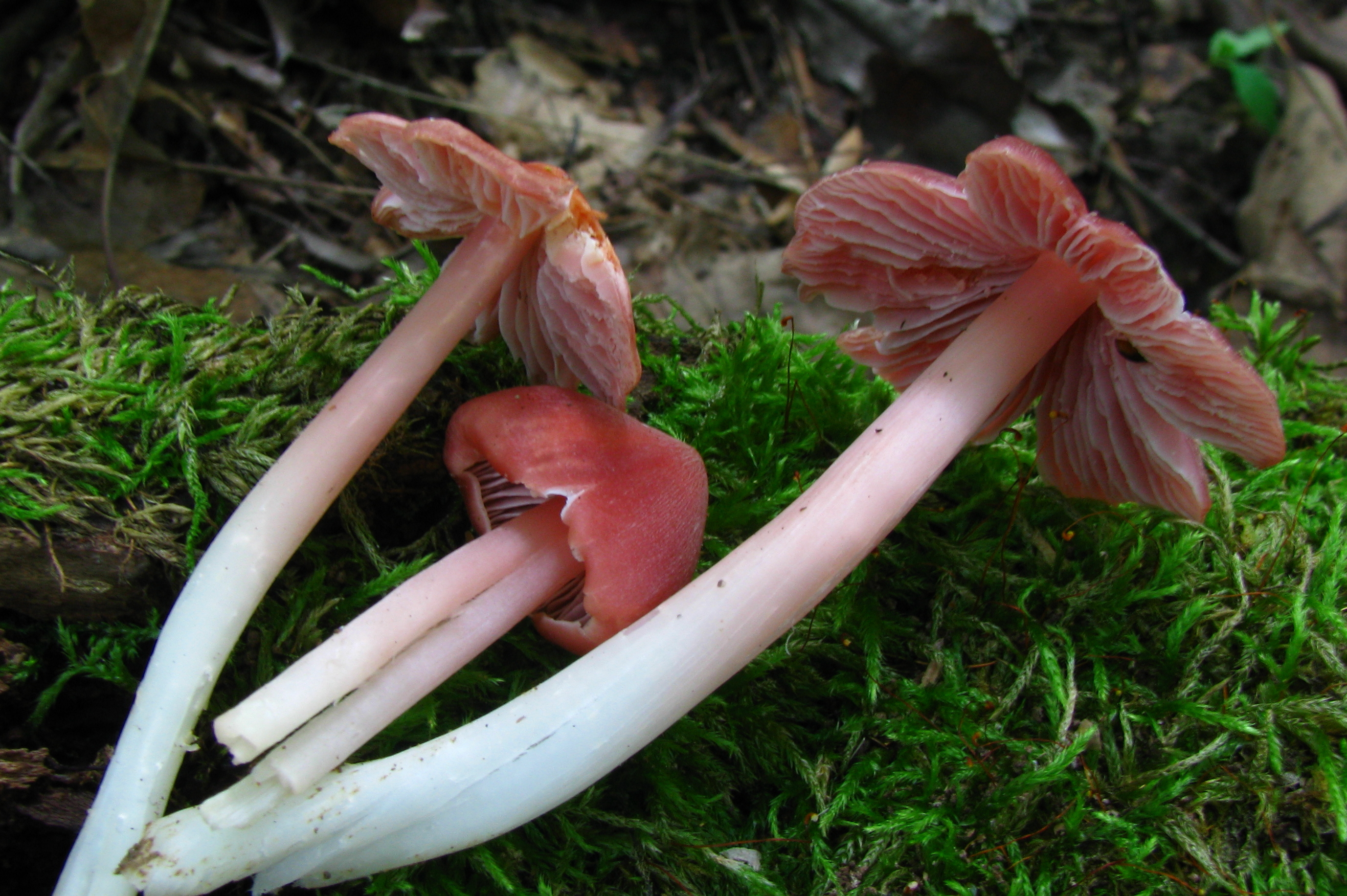
Fruchtkörper des Rosenroten Saftlings in verschiedenen Altersstadien

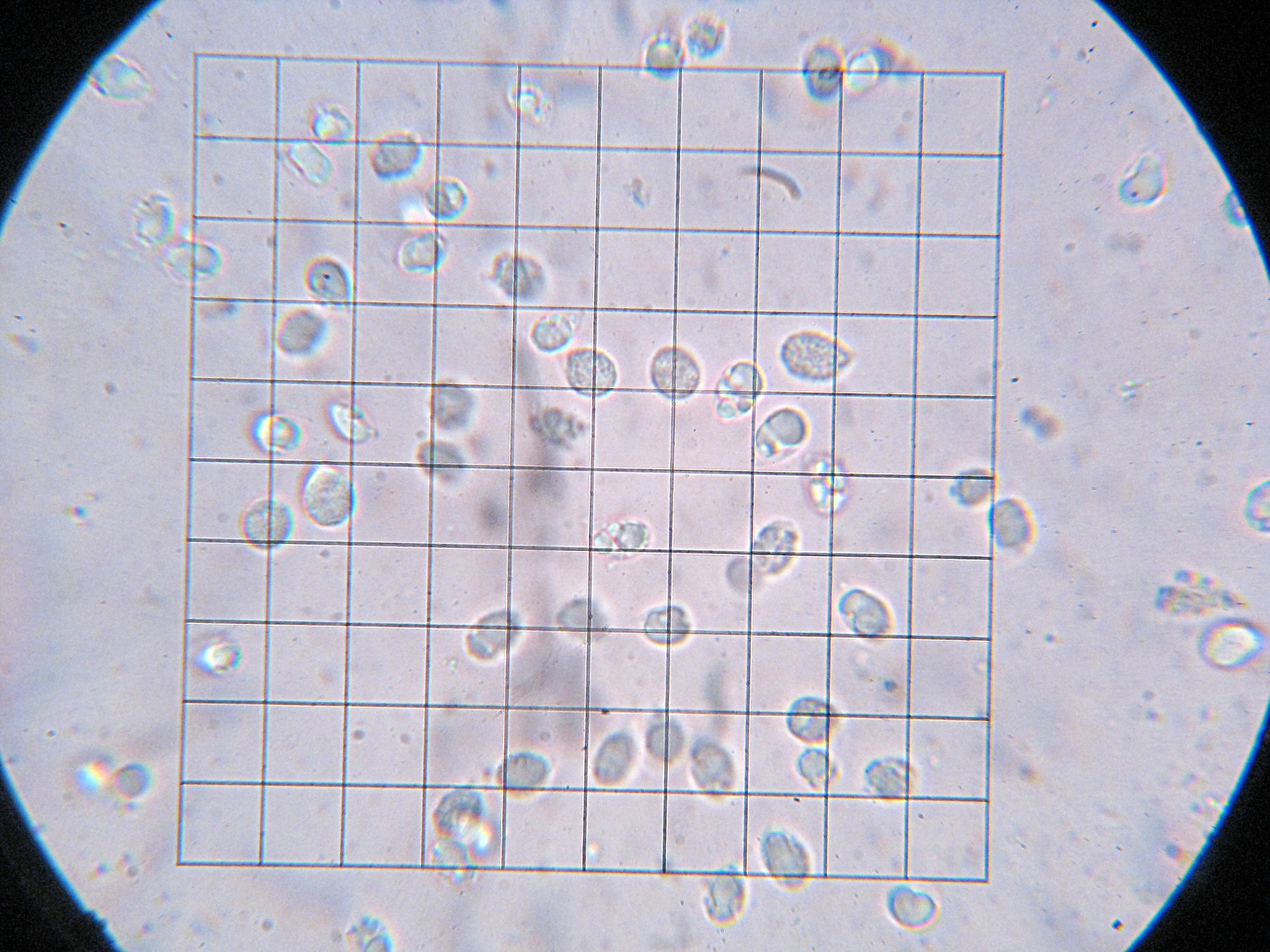
Sporen des Rosenroten Saftlings im Lichtmikroskop

### Makroskopische Merkmale
Der Hut ist zunächst spitz kegelförmig, wobei er eine Höhe von 2 bis 5 cm und nach dem Aufschirmen eine Breite von 5, manchmal auch bis zu 7 cm erreicht. Dabei bleibt die Hutmitte immer mehr oder weniger kegelförmig. Er ist anfangs rosenrot aber auch ockerrötlich oder lilagraulich gefärbt, verblasst jedoch später ausgehend von der Hutmitte. Die Oberfläche ist etwas klebrig und radial faserrissig. Der Hut ist wenig fleischig. Der Rand ist dünn, anfangs ein- und später aufgebogen.
Der schlanke Stiel ist überall etwa gleich dick und wird 7 bis 10 cm lang und 1 bis 1,2 cm breit. Er ist weiß oder verwaschen rosa gefärbt, hohl und brüchig. Seine Oberfläche ist glatt, an der Spitze jedoch fein bereift und insgesamt etwas gestreift bzw. eingewachsen faserig. Sein Wuchs ist oft etwas in sich verdreht. Die Lamellen sind dick und nicht hoch. Am Stiel sind sie flacher, wo sie spitz angewachsen sind oder frei stehen. Sie stehen mäßig dicht. Sie sind anfangs rötlich gefärbt, verblassen aber später ebenfalls. Die Schneiden sind ein wenig bepustelt. Das Fleisch ist weiß, in der Hutspitze rosalich. Der Geruch ist unbedeutend, der Geschmack mild. Das Sporenpulver ist weiß.

### Mikroskopische Merkmale
Die Sporen sind elliptisch-eiförmig und messen 5 bis 8 mal 5 bis 6 µm. Sie sind inamyloid und ihre Oberfläche ist glatt. Die Basidien sind meist 4-sporig. Die Lamellentrama ist regulär mit Elementen von mindestens 1 mm Länge.

## Artabgrenzung
Der Rosenrote Saftling ist durch seine rosa Färbung innerhalb der Saftlinge eindeutig gekennzeichnet. Verwechslungen sind mit dem Rosa Rettich-Helmling möglich. Er riecht jedoch auffällig nach Rettich und sein Hut besitzt einen deutlich stumpferen Buckel. Außerdem kommt er überwiegend innerhalb von Wäldern vor.

## Ökologie und Phänologie
Der Rosenrote Saftling kommt auf Wiesen, Weiden und anderen Grasflächen, aber auch in Wäldern vor, wo er besonders unter Buchen, Ahornen und Eschen zu finden ist. Er ist vor allem im Gebirge anzutreffen. Der Pilz wächst dabei auf ungedüngten, halbnatürlichen Wiesen mit niedriger Grasnarbe. Die Böden sind sauer oder basisch und die Moosschicht im Allgemeinen gut entwickelt. Die Fruchtkörper werden von August bis Oktober gebildet.

## Verbreitung
Der Rosenrote Saftling ist in der Holarktis anzutreffen, wo er submeridional bis temperat bzw. subboreal (s. Florenelement) verbreitet ist. So ist er in Nordamerika (USA), Europa und Nordasien (Japan) zu finden. In Europa reicht das Gebiet von Irland, Großbritannien, Belgien und Frankreich im Westen bis Estland, Lettland, Polen und zur Ukraine im Osten sowie südwärts bis Portugal, Spanien, Italien, Kroatien und Rumänien und nordwärts bis zu den Färöern, den Shetlandinseln, Dänemark und ins südliche Norwegen. In den meisten Ländern steht der Pilz auf der Roten Liste. Über die Hälfte aller europäischen Funde stammen aus Großbritannien.
In Mitteleuropa ist die Art montan-subalpin verbreitet. Sie ist bis in einer Höhe von 1800 Metern anzutreffen (Schweiz). In Deutschland ist der Pilz aus Baden-Württemberg und Bayern bekannt. Jüngere Funde stammen auch aus Thüringen.

## Systematik
Eine weiße Form wurde als f. nivea beschrieben. Darüber hinaus existiert eine Var. domingensis. Sie besitzt einen farbigen Stiel, größere Sporen und eine anders aufgebaute Hutdeckschicht. Sie wurde aus der Dominikanischen Republik beschrieben und danach in den USA und in Südengland gefunden. Die Untersuchungen der Aufsammlungen zeigten jedoch, dass die zur Unterscheidung herangezogenen Merkmale abweichen können (abgesehen von der Sporengröße). Die taxonomische Einstufung ist daher unsicher.

## Bedeutung
Der Rosenrote Saftling ist durch die Zerstörung seines Lebensraumes, insbesondere durch Düngung, sehr selten. Er ist essbar. Für Speisezwecke ist der Pilz jedoch kaum von Bedeutung und aufgrund seiner Seltenheit zu schonen.